# Бандера, Мирослава Владимировна
Миросла́ва Влади́мировна Банде́ра (укр. Мирослава Володимирівна Бандера), урождённая Глодзи́нская (укр. Глодзинська; 1890—1922, Старый Угринов, Калушский повят, Станиславовское воеводство, Польша) — супруга Андрея Бандеры, мать украинского политического деятеля Степана Бандеры.
По мнению биографа Степана Бандеры Николая Посивнича, смерть матери оказала значительное влияние на становление характера Бандеры.

## Биография
Мирослава Владимировна Глодзинская родилась в 1890 году семье греко-католического священника, отца Владимира Глодзинского и его супруги Екатерины, урождённой Кушлик. Отец Владимир был приходским священником села Завоя, а с 1883 года — сёл Старый Угринов и Бережница. Благодаря его стараниям жизнь на территории парафии улучшилась: усилиями священника в Бережнице был приобретён двор, на территории которого построили школу. В ней преподавал один из братьев Мирославы, Александр. Кроме него у неё было ещё три брата — Антон, Павел и Алексей, а также сёстры Екатерина, Юлия, Любовь, Елена.
В 1917 году муж Мирославы Андрей Бандера, выступив в качестве одного из организаторов восстания в Калушском уезде, занялся формированием из жителей окрестных сёл вооружённых отрядов. Спустя некоторое время он поступил на службу капелланом в Украинскую галицкую армию (УГА). В его отсутствие Мирослава с детьми перебралась в Ягельницу близ Чорткова, в дом своей сестры. Здесь в июне 1919 года Бандеры оказались в самом эпицентре военных действий: в результате Чортковского наступления и последовавшего за ним поражения частей УГА практически все мужчины из родни Степана Бандеры по материнской линии были вынуждены уйти за Збруч. Женщины и дети, включая Степана, остались в Ягельнице, однако уже в сентябре, с приходом поляков, вернулись в Старый Угринов (Степан уехал к родителям отца в Стрый). Простудившаяся в дороге, к приезду домой Мирослава была уже больна. Отсутствие квалифицированной медицинской помощи, постоянная нужда и заботы о детях, свалившиеся на плечи женщины, способствовали развитию туберкулёза. В мае 1920 года, когда Андрей Бандера возвратился в Старый Угринов, состояние его супруги было крайне тяжёлым. «Меры, принимавшиеся врачами, главным образом доктором Куривцом из Калуша, были безуспешны», — констатировал деверь Мирославы Осип Бандера. Весной 1922 года женщина умерла на 32-м году жизни от туберкулёза горла.
В советский период за могилой матери Бандеры, её отца Владимира Глодзинского и умершей в младенчестве дочери Мирославы, люди ухаживали тайком. В конце 1980-х годов благодаря усилиям сельского церковного комитета на могиле был восстановлен крест.

## Воспоминания
Анастасия Прокопив, некогда служанка в семье Бандеры, вспоминала, что Мирослава была доброй и справедливой женщиной. Один из старожилов Старого Угринова Пётр Перегиняк характеризовал её как безмерно любящую мать, всю жизнь посвятившую воспитанию своих детей. «Часто мы с товарищами приезжали в Угринив к Бандерам. Всегда нас радостно встречала мать Степана Мирослава, — вспоминал Игорь Белей, житель Калуша, в дальнейшем эмигрировавший в Канаду. — Она выходила во двор и приглашала в дом. (…) Это был чрезвычайно искренний и чуткий человек».